# Krivitjere
Krivitjere (hviderussisk: крывічы, tr. kryvitsjy; russisk: кривичи, tr. krivitji) var en østslavisk stamme eller stammeforbund mellem 500-tallet og 1100-tallet e.v.t. De udvandrede til de fortrinsvis finske områder ved den øvre del af Volga, Dnepr, Daugava, områder syd for den nederste del af floden Velikaja og dele af Nemunasfloddalen.

## Etymologi
Mange historikere anser at navnet stammer fra legendariske stamfader Kriv, som sandsynligvis var knjaz eller vojvod. Ifølge Max Vasmer kan knjazen have fået øgnavnet fra det slaviske adjektiv Krivoy ("skæv/snoet") på grund af en fødselsskade. Jan Stankievič troede det var afledt af adjektivet "kroŭ", "kryvi" ("blod") dermed ville "kryvič" betyde "blodbånd".

## Historie
Krivitjerne har efterladt mange arkæologiske monumenter, f.eks. resterne af landbrugsbebyggelser med spor af jernarbejder, guldsmedekunst, smedearbejder og andre håndværk; lange gravhøje fra 500 til 800-tallet med kremerede kroppe af rige krigere med våben; særprægede smykker (armbånd-lignende ringe og glasperler lavet af strakt tråd). Ved udgangen af det første årtusinde, havde Krivitjerne allerede veludviklet landbrug og kvægavl. Bosiddende omkring handelsruterne fra væringerne til grækerne, drev Krivitjerne handel med væringerne. Deres vigtigste centre var Gnezdovo, Izborsk og Polotsk.
Krivitjerne deltog som stamme i Olegs og Igors angreb på det Det Byzantinske Rige. De er nævnt i De Administrando Imperio som Κριβιτζοί.